# Венкатапаті II Аравіду
Венкатапаті II (*д/н — 1614) — магараджахіраджа (цар царів) Віджаянагарської імперії у 1586—1614 роках.

## Життєпис
Походив з династії Аравіду. Син магараджахіраджі Тірумалараї. Після смерті у 1586 році свого брата Шрі Ранги I отримав трон імперії.
У своїй зовнішній та внутрішній політиці слідував тактиці попередника. намагався відбити атаки султанів біджапуруй Голконди, водночас приборкати напівнезалежних наяків (намісників).
Спочатку розпочав підготовку до боротьбі із султанатами. Щоб забезпечити тили, завдав поразки наяку Гінгі.
У 1588 році під час військової кампанії у верхів'ях річки Пеннер віджаянагарці вщент розбили армії Біджапуру і Голконди. Проте розвинути успіх не вдалося внаслідок суперечок між феодалами та наяками.
У 1592 році переносить столицю до Чандрагірі, щоб убезпечити її від нападу ворогів. У 1601 році підкорив наяків Аркота, Ячаманеду, Ченгалпатту та Веллора. Після цього зумів взяти гору над наяком Мадурая. Тим самим на деякий час цілісність імперії було відновлено. У 1604 році другою столицею стає Веллор, де перебував володар до кінця свого правління.
У ці роки дедалі більше уваги приділялося економічному відродженню країни, пом'якшувалися податки, розширювалися орні площі. При цьому розширюються зв'язки із західними торговельними компаніями — португальськими, англійськими, голландськими.
Втім наприкінці свого правління Венкатапаті II стикнувся з новим повстання наяка Мадурая, якого не змін здолати й вимушений був визнати у 1612 році майже незалежний статус бунтівника.
Помер Венкатапаті II у 1614 році, залишивши трон небожеві — Шрі Рангі (син брата Рами).